# Vespa horticola
Vespa horticola är en getingart som beskrevs av Müller 1766. Vespa horticola ingår i släktet bålgetingar, och familjen getingar. Inga underarter finns listade i Catalogue of Life.